# Campiglossa footei
Campiglossa footei är en tvåvingeart som beskrevs av Thompson 1999. Campiglossa footei ingår i släktet Campiglossa och familjen borrflugor. Inga underarter finns listade.
Arten förekommer i Nordamerika och observeras främst i öppna gräsmarker. Campiglossa footei använder olika växter som värd för sina larver, vilket gör den intressant för forskning om ekosystemets mångfald bland borrflugor.